# Annona glabra
El bagá de Cuba o huanábano cimarrón de Cuba (Annona glabra) es un arbusto o árbol tropical caducifolio de 3 a 8 m de altura que puede alcanzar hasta los 12 o los 15. Es de la familia de las anonáceas, y nativo del extremo sureste de Estados Unidos (península de la Florida), las islas del Caribe, México, Centroamérica y Sudamérica; e incluso presente en el extremo oeste de África. Dada su amplia distribución recibe diversos nombres autóctonos entre ellos anona, anón, manzana de pantano, manzana de cocodrilo.

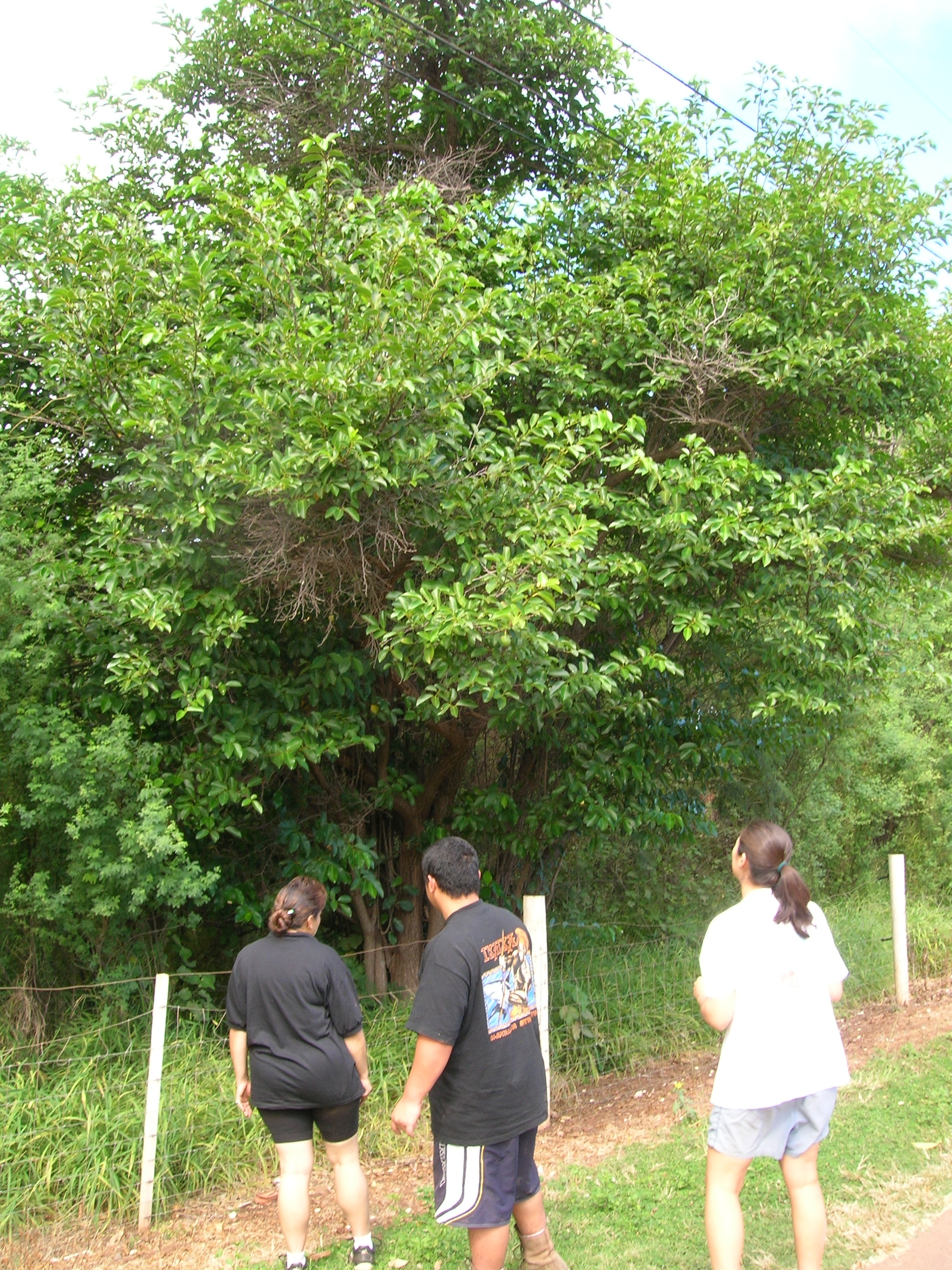
Vista general de la planta.

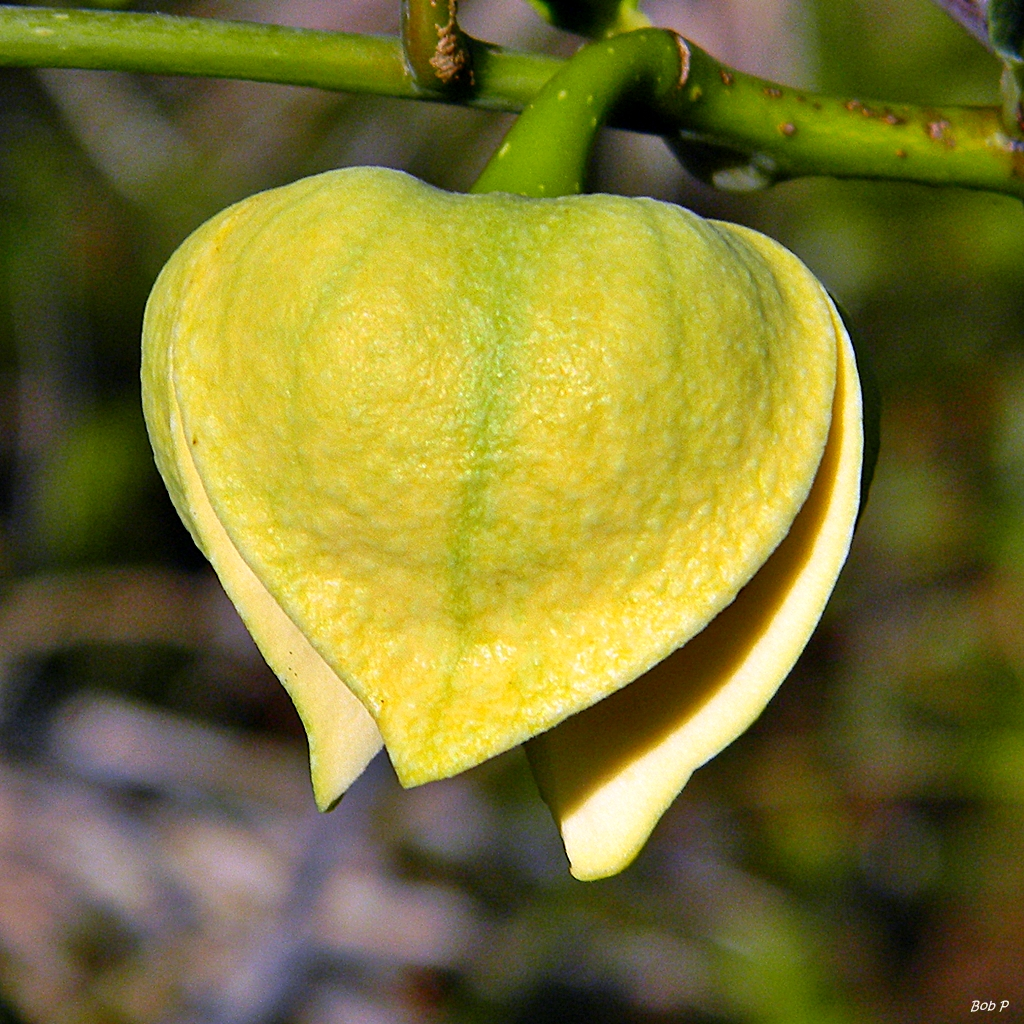
Flor.

## Hábitat
Es una especie característica de los Everglades en Florida, de selvas inundables y regiones pantanosas tropicales en México, Centroamérica y Sudamérica, conformando a veces grupos junto con otros componentes típicos de regiones pantanosas como el apompo (Pachira aquatica), es una especie muy resistente a suelos saturados de humedad e inundables, con alta salinidad, no se desarrolla en suelos secos.

## Descripción
El fruto es oblongo y esférico, generalmente de un tamaño similar a una manzana o más grande, 7-15 cm de largo y de hasta 9 cm de diámetro, verde en estado de inmadurez y amarilla ya maduro. Comestible dada su pulpa perfumada y agradable de sabor, sin embargo su consumo, generalmente local, no ha alcanzado la popularidad de otras frutas emparentadas, como son la guanábana (Annona muricata) y la chirimoya (Annona cherimola).

## Propiedades
Un estudio reciente sugiere que el extracto alcohólico de las semillas de Annona glabra contiene compuestos anticancerosos que podrían usarse farmacéuticamente.
A diferencia de las otras especies de Annona la pulpa de la fruta cuando está madura es de color amarillo a naranja en vez de blanco. El fruto es comestible para el ser humano y su sabor recuerda al melón maduro mielado. Se puede hacer en mermelada y es un ingrediente popular de frescas bebidas de frutas en las Maldivas.
La carne es perfumada y agradable en sabor, pero nunca ha alcanzado el uso popular a diferencia de la guanábana y otras frutas similares. Los experimentos en el sur de Florida se han hecho con la intención de utilizarla como un superior portainjertos de Annona squamosa o guanábana. Aunque los injertos inicialmente parecen ser eficaces, un alto porcentaje de ellos suelen fallar con el tiempo.

## Taxonomía
Annona glabra fue descrita por  Carlos Linneo y publicado en Species Plantarum 1: 537. 1753.
Etimología
Annona: nombre genérico que deriva del  Taíno Annon.
glabra: epíteto latino que significa "sin pelos".
Sinonimia
- Annona australis A.St.-Hil.
- Annona chrysocarpa Lepr. ex Guill. & Perr.
- Annona chrysocarpa Leprieur Ex Guillemet
- Annona klainei Pierre ex Engl. & Diels
- Annona klainii Pierre Ex Engler & Diels
- Annona klainii var. moandensis De Wild.
- Annona laurifolia Dunal
- Annona palustris L.
- Annona palustris var. grandifolia Mart.
- Annona peruviana Humb. & Bonpl. ex Dunal
- Annona uliginosa Kunth
- Anona pisonis St. Hil. & Tul.
- Asimina arborea' Raf.
- Guanabanus palustris M. Gómez[11]

## Nómbres comunes
Bagá de Cuba o huanábano cimarrón de Cuba. En El Salvador se conoce por anona, anona amarilla, anona de manglar, anona silvestre y anono.